# مخمل‌کوه

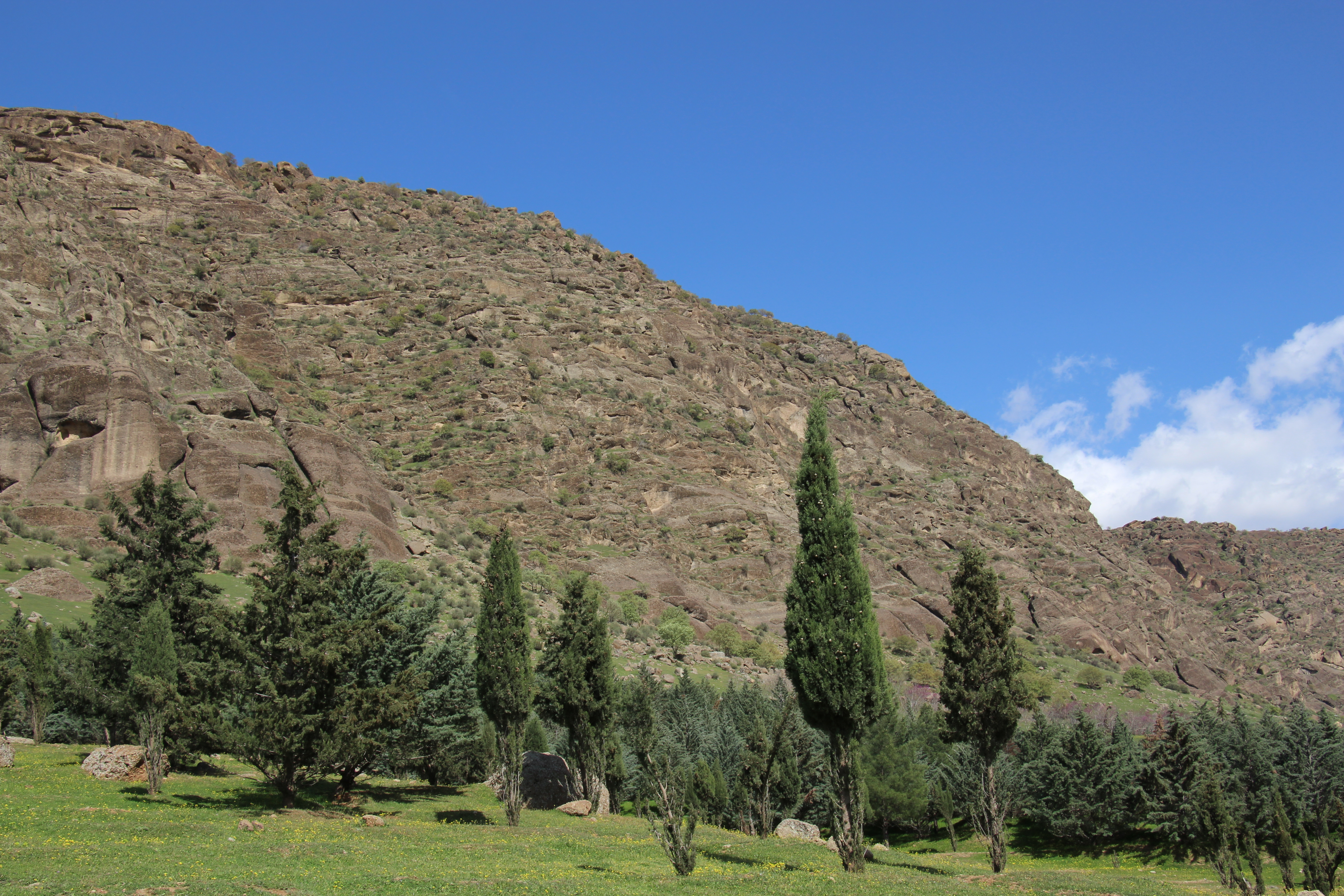
دامنه مخمل کوه خرم‌آباد

مخمل‌کوه، کوهی است به ارتفاع بیش از یک هزار و ۹۰۰ متر در شمال شرق خرم‌آباد که به عنوان بخشی از دره تاریخی خایدآلو قسمتی از شهر خرم‌آباد را در دامن خود جای داده است.
این کوه بلند در دو سمت به دو تنگه مهم و استراتژیک ختم می‌شود که در طول تاریخ شاهد رخدادهای گوناگونی بوده است.
قسمت جنوبی مخمل‌کوه به جاده بروجرد به خرم‌آباد ختم می‌شود؛ محلی که در هنگام ورود رضاخان به لرستان شاهد جنگ‌ها و درگیری‌های خونینی بوده است.
انتهای شمالی مخمل‌کوه نیز به جاده خرم‌آباد-الشتر می‌رسد که به تنگشبیخون مشهور است و نام آن گویای بسیاری چیزهاست.
این کوه بافتی رسوبی دارد و بیشتر قسمت‌های آن پوشیده از گلسنگ است. با آغاز فصل بارش گلسنگ‌های سیاه رنگ و آفتاب سوخته سبزرنگ می‌شوند. سراسر سبز.
گلسنگ‌ها آفتاب‌گریز هستند به همین علت قسمت‌هایی از مخمل کوه که کمتر آفتاب گیر است سرسبزتر و دیدنی‌تر است. در قسمت انتهای شمالی مخمل کوه در تنگشبیخون به همت اداره کل منابع طبیعی لرستان پارک جنگلی دایر شده که در فصل بهار و زمستان بسیار دیدنیست.
مخمل کوه برای کوه‌پیمایی بسیار مناسب و در دسترس است. با خودرو با چند دقیقه رانندگی به دامنه آن می‌رسید. فقط کافی است پس از رسیدن به میدان ۲۲ بهمن تا انتهای بلوار ولیعصر برانید.
اگر نیک بنگرید مخمل کوه از شرق تا شهر ازنا ممیل و حتی بعد از آن، و از غرب تا پیرجد، سرمرغ، کبوترلو و در نهایت تا تنگ گاوشمار در شهرستان دلفان ادامه دارد و با توجه به ساختار زمین‌شناسی، پوشش گیاهای غنی و آب فراوان از جاذبه‌های گردشگری لرستان محسوب می‌شود.
مخمل کوه همچنین از نظر دیرین‌شناسی حائز اهمیت است چنان‌که غار کلدر در مجاورت روستای قلعه سنگی از نخستین زیستگاه‌های انسان هوشمند در ایران محسوب می‌شود و در آنسوی مخمل کوه، در منطقه ای موسوم به سراسان غاری با پیشینه سکون چند هزار ساله انسان جلوه گری می‌کند.
در ضلع شمالی مخمل کوه در حال حاضر سدی به همین نام در حال ساخت است که آب آشامیدنی شهر خرم‌آباد را در افق بلند مدت تأمین خواهد کرد.

## جستارهای ویژه
- فهرست کوه‌های ایران

1. ↑  "Makhmal Kuh: Mountain of "Velvet" in Iran's Lorestan - Tourism news". Tasnim News Agency (به انگلیسی). Retrieved 2021-02-08.